# 巴赫塔河
巴赫塔河是俄羅斯的河流，屬於葉尼塞河的右支流，由克拉斯諾亞爾斯克邊疆區負責管轄，河道全長498公里，流域面積35,500平方公里，河水主要來自雨水和融雪，每年十月至翌年五月結冰。